# Joan Tronto
Joan Tronto (Minnesota, 29 de junio de 1952) es una teórica política feminista estadounidense que ayudó a desarrollar y a asentar las bases políticas del cuidado desde de la década de los ochenta del siglo XX. Sus escritos más importantes están centrados en la ética del cuidado y en su relación con la política y la democracia.

## Trayectoria
Se graduó en 1974 en el Oberlin College. Después cursó un máster en 1976 y posteriormente realizó su doctorado en la Universidad de Princeton en 1981. Es profesora de ciencias políticas en la Universidad de Minnesota. También fue profesora de estudios de género y ciencia política en el Hunter College y en el Graduate School de la Universidad de Nueva York.
Tronto ha desarrollado una teoría del cuidado que amplía la visión tradicional de la ética al incluir dimensiones políticas y sociales. Su obra más influyente, Moral Boundaries: A Political Argument for an Ethic of Care (1993), argumenta que el cuidado es una práctica esencial que debe ser valorada y distribuida equitativamente en la sociedad. En su análisis, destaca la exclusión histórica del cuidado como una actividad privada y feminizada, abogando por su reconocimiento como una responsabilidad pública.
Tronto ha identificado cuatro fases esenciales del cuidado:
1. Caring about: Reconocer la necesidad de cuidado.
2. Taking care of: Asumir la responsabilidad de proveerlo.
3. Care-giving: La acción de brindar cuidado directamente.
4. Care-receiving: La respuesta de quien recibe el cuidado.

Más adelante, añadió una quinta fase: 5. Caring with: La necesidad de que el cuidado esté basado en principios de justicia y democracia.

## Obra
- 1993 – Moral boundaries: A political argument for an ethic of care.[6]
- 2013 – Caring democracy: Markets, equality, and justice.
- 2015 – Who cares?: How to reshape a democratic politics.[7]

### Traducida a español
- 2023 – Democracia y cuidado. Editorial Rayo Verde.
- 2024 – ¿Quién lo cuida?: Cómo remodelar una política democrática. Editorial Rayo Verde.[4]

## Reconocimientos
Joan Tronto recibió la Medalla Brown de la Democracia en 2015 por su obra Who cares?: How to reshape a democratic politics. En 2023, recibió el premio Lippincott por su trabajo en teoría política de la American Political Science Association, cuyo premio se otorga a los trabajos de calidad excepcional de teóricos políticos vivos que hayan sido verdaderamente significativos después de al menos quince años de su fecha original de publicación. Además, recibió la beca Fulbright en Italia y ha sido galardonada con dos doctorados honoris causa de la Universidad de Estudios Humanísticos en Países Bajos y la Universidad de Lovaina en Bélgica. Su obra se ha traducido a más de una docena de idiomas.